# Enterprise (Utah)
Pour les articles homonymes, voir Enterprise.
Enterprise est une ville située dans le comté de Washington, dans l'État de l'Utah, aux États-Unis.

## Histoire
La ville a été fondée en 1891 par Orson Huntsman.

## Démographie
Sa population était estimée à 1 711 habitants lors du recensement de 2010, ce qui donne une densité de 228 hab./km2.